# Kingdonella qinghaiensis
Kingdonella qinghaiensis är en insektsart som beskrevs av Zheng, Z. 1990. Kingdonella qinghaiensis ingår i släktet Kingdonella och familjen gräshoppor. Inga underarter finns listade i Catalogue of Life.